# Vita et gesta Caroli Magni
La Vita et gesta Caroli Magni (detta anche Vita Karoli), in italiano Vita di Carlo Magno, è la biografia di Carlo Magno scritta dal sovrintendente alle fabbriche e alle imprese artistiche Eginardo. Egli, discepolo di Alcuino di York, fu soprannominato per la sua perizia nell'arte edilizia Bezaleel (dal nome dell'artefice del santuario di Dio di Israele nell'Antico Testamento), prototipo, dunque, dell'architetto ispirato dalla sapienza divina.

## L'opera
L'opera è divisa in trentatré capitoli, ma si compone sostanzialmente di due parti: la prima (capitoli I-XVII) descrive la vita di Carlo come re e personaggio pubblico, la seconda (capitoli XVIII-XXXIII) approfondisce i gusti personali dell'uomo, il suo carattere, la famiglia, i divertimenti, il cibo e l'abbigliamento.
Scritta con l'intenzione di realizzare un'agiografia, segue lo schema del De vita Caesarum di Svetonio: spesso infatti vengono attribuiti al re tratti morali che Svetonio descrive come propri degli imperatori romani. Non descrive l'infanzia di Carlo, nato prima del matrimonio: se ciò infatti era normale per i Germani, era invece malvisto dai cristiani Franchi; si narra invece della morte del padre. Nella trattazione, in quanto storico ufficiale della famiglia carolingia, Eginardo è ossequioso e cauto, come ogni cortigiano.

### Traduzioni
- Chiesa, P. Vita Karoli. Florence: SISMEL / Ed. del Galluzzo, 2014.
- P. Dutton, Charlemagne's Courtier: the Complete Einhard, Peterborough, Broadview Press, 1998, ISBN 978-1-55111-134-6.
- Evelyn S. Firchow e Edwin H. Zeydel, Vita Karoli Magni / The Life of Charlemagne, Saarbrücken, AQ-Verlag, 1985, ISBN 978-3-922441-49-6.
- D. Ganz, Two lives of Charlemagne / Einhard and Notker the Stammerer, London, Penguin, 2008, ISBN 978-0-14-045505-2.
- A.J. Grant, Early lives of Charlemagne / by Eginhard and the Monk of St Gall, London, Moring, 1905.
- L. Thorpe, Two lives of Charlemagne / by Einhard and Notker the Stammerer, Harmondsworth, Penguin, 1969, ISBN 0-14-044213-8.

### Studi
- D. Ganz, The Preface to Einhard's Vita Karoli, in H. Schefers (a cura di), Einhard: Studien zu leben und Werk, Hessische Historische Kommission, 1997,  pp. 299-310, ISBN 978-3-88443-033-0.
- T. Hodgkin, Charles the Great, London, Macmillan, 1897, ISBN 978-1-4067-3026-5.
- C.J. Holdsworth e T.P. Wiseman, The Inheritance of historiography, 350–900, Exeter, University of Exeter, 1986, ISBN 0-85989-272-7.
- M. Innes, The Classical Tradition and Carolingian Historiography: Encounters with Suetonius, in International Journal of the Classical Tradition, vol. 3, n. 3, 1996–1997,  pp. 265-282, DOI:10.1007/BF02686391.
- M. Kempshall, Some Ciceronian Models for Einhard' s Life of Charlemagne, in Viator, vol. 26, 1995,  pp. 11-38, DOI:10.1484/J.VIATOR.2.301133.
- Latowsky, Anne A. (2013). Emperor of the World: Charlemagne and the Construction of Imperial Authority, 800-1229. Ithaca, N.Y.–London: Cornell University Press.
- F.A. Ogg, A Source Book of Medieval History, New York, American Book Company, 1907.
- J. Nelson, Charlemagne the Man, in J. Story (a cura di), Charlemagne: Empire and Society, Manchester, Manchester University Press, 2005, ISBN 978-0-7190-7089-1.
- Pat Southern, Augustus, Routledge, 1998, ISBN 0-415-16631-4.
- (DE) M. Tischler, Einharts Vita Karoli : Studien zur Entstehung, Überlieferung und Rezeption, Hannover, Hahnsche Buchhandlung, 2001, ISBN 3-7752-5448-X.